# Prodotis
Prodotis là một chi bướm đêm thuộc họ Erebidae.